# Puurs
Puurs este o comună din regiunea Flandra din Belgia. Comuna este formată din localitățile Puurs, Breendonk, Liezele și Ruisbroek. Suprafața totală este de 33,41 km². La 1 ianuarie 2008 comuna avea 16.399 locuitori. 

## Localități înfrățite
- Polonia: Dębica.